# On a Mission
On a Mission is een single uit 2010 van Gabriella Cilmi. Het nummer is afkomstig van haar tweede studio-album Ten.

## Tracklist
- 'On a Mission' (rap-versie) - 2:53
- 'On a Mission' - 2:40

## Hitnotering
| "On a Mission" in de Nederlandse Top 40 - binnen 20-03-2010 | "On a Mission" in de Nederlandse Top 40 - binnen 20-03-2010 | "On a Mission" in de Nederlandse Top 40 - binnen 20-03-2010 | "On a Mission" in de Nederlandse Top 40 - binnen 20-03-2010 | "On a Mission" in de Nederlandse Top 40 - binnen 20-03-2010 |
| Week                                                        | 1                                                           | 2                                                           | 3                                                           |                                                             |
| ----------------------------------------------------------- | ----------------------------------------------------------- | ----------------------------------------------------------- | ----------------------------------------------------------- | ----------------------------------------------------------- |
| Nummer                                                      | 38                                                          | 32                                                          | 30                                                          | uit                                                         |

| "On a Mission" in de Nederlandse Single Top 100 - binnen: 13-03-2010 | "On a Mission" in de Nederlandse Single Top 100 - binnen: 13-03-2010 | "On a Mission" in de Nederlandse Single Top 100 - binnen: 13-03-2010 | "On a Mission" in de Nederlandse Single Top 100 - binnen: 13-03-2010 | "On a Mission" in de Nederlandse Single Top 100 - binnen: 13-03-2010 | "On a Mission" in de Nederlandse Single Top 100 - binnen: 13-03-2010 | "On a Mission" in de Nederlandse Single Top 100 - binnen: 13-03-2010 | "On a Mission" in de Nederlandse Single Top 100 - binnen: 13-03-2010 | "On a Mission" in de Nederlandse Single Top 100 - binnen: 13-03-2010 |
| Week                                                                 | 1                                                                    | 2                                                                    | 3                                                                    | 4                                                                    | 5                                                                    | 6                                                                    | 7                                                                    |                                                                      |
| -------------------------------------------------------------------- | -------------------------------------------------------------------- | -------------------------------------------------------------------- | -------------------------------------------------------------------- | -------------------------------------------------------------------- | -------------------------------------------------------------------- | -------------------------------------------------------------------- | -------------------------------------------------------------------- | -------------------------------------------------------------------- |
| Nummer                                                               | 51                                                                   | 64                                                                   | 76                                                                   | 87                                                                   | 72                                                                   | 73                                                                   | 98                                                                   | uit                                                                  |